# Bielawianka Bielawa (piłka siatkowa)
Bielawianka Bester Bielawa – męski klub siatkarski z Bielawy, założony w 1970 jako sekcja Bielawianki, od 2001 roku funkcjonujący samodzielnie.

## Historia
Siatkarska sekcja Bielawianki Bielawa została utworzona przy wsparciu Bielbawu w 1970 roku z inicjatywy Bolesława Burka i pod kierownictwem Józefa Drożdżyńskiego. Trenerem zespołu był Andrzej Malanowski. Pierwszy mecz Bielawianka rozegrała 28 lutego 1971 roku, wygrywając 3:2 mecz klasy B z Julią Szklarska Poręba. Mecze domowe siatkarze rozgrywali w hali Liceum Ogólnokształcącego. W 1972 roku zespół awansował do klasy A, a rok później – do klasy międzywojewódzkiej. Po reorganizacji rozgrywek w 1976 roku Bielawianka występowała w klasie wojewódzkiej, a ponowny awans do klasy międzywojewódzkiej wywalczyła w 1985 roku. W sezonie 1999/2000 pod wodzą Andrzeja Zemanka klub awansował do III ligi.
W grudniu 2001 roku wyodrębniono samodzielny klub siatkarski pod nazwą KS Bielawianka Bester; jego prezesem został Jan Stryczniewicz. W sezonie 2001/2002 prowadzona przez Waldemara Szczepanowskiego drużyna wywalczyła mistrzostwo III ligi. Zespół awansował wówczas do finałów baraży o awans, gdzie zajął czwarte miejsce. W latach 2003, 2009 i 2010 drużyna ponownie bezskutecznie występowała w barażach o II ligę. W 2010 roku ukonstytuował się nowy zarząd klubu, na czele którego stanął Robert Chabiński. W sezonie 2011/2012 Bielawianka ponownie awansowała do turnieju barażowego (trener Andrzej Zemanek). W półfinale klub z Bielawy pokonał 3:0 AZS Politechnikę Śląską, TOR Dobrzeń Wielki i Oriona Sulechów, zaś w finale zajął pierwsze miejsce przed Stoczniowcem Gdańsk, Kłosem Olkusz i Trójką Międzyrzec Podlaski, po raz pierwszy w historii awansując do II ligi. Sezon 2012/2013 klub zakończył na 10. miejscu w rundzie zasadniczej, następnie wygrywając rywalizację o utrzymanie z TKKF Czarni Katowice. W sezonie 2013/2014 Bielawianka zajęła ostatnie miejsce w lidze, ale utrzymała się w niej dzięki reorganizacji rozgrywek.
W czerwcu 2014 nowym trenerem został Marcin Jarosz. W rundzie zasadniczej sezonu 2014/2015 jego zespół zajął czwarte miejsce. Po wygraniu baraży z Astrą Nowa Sól bielawski klub wystąpił w półfinale fazy play-off o I ligę. Tam zespół grał z GTPS Gorzów Wielkopolski (1:3), Gwardią Wrocław (3:0) i Orłem Międzyrzecz (3:0). W finale Bielawianka zajęła miejsca 5-6. W sezonie 2015/2016 Bielawianka ponownie awansowała do play-offów o I ligę. W finale Bielawianka zajęła trzecie miejsce, ulegając jedynie SKS Hajnówka i TSV Sanok.

## Bilans sezon po sezonie
| Sezon     | Liga     | Miejsce | Punkty | Mecze (Z-P) | Mecze (Z-P) | Uwagi                                          |
| --------- | -------- | ------- | ------ | ----------- | ----------- | ---------------------------------------------- |
| 2010/2011 | III liga | 5.      | 29     | 18          | (10-8)      |                                                |
| 2011/2012 | III liga | 1.      | 53     | 24          | (24-0)      | awans z turnieju finałowego                    |
| 2012/2013 | II liga  | 11.     | 26     | 27          | (10-17)     |                                                |
| 2013/2014 | II liga  | 8.      | 16     | 20          | (6-14)      |                                                |
| 2014/2015 | II liga  | 2.      | 28     | 25          | (13-12)     |                                                |
| 2015/2016 | II liga  | 1.      | 42     | 23          | (18-5)      |                                                |
| 2016/2017 | II liga  | 6.      | 34     | 20          | (14-6)      |                                                |
| 2017/2018 | II liga  | 6.      | 25     | 20          | (9-11)      |                                                |
| 2018/2019 | II liga  | 7.      | 20     | 21          | (6-15)      |                                                |
| 2019/2020 | II liga  | 4.      | 31     | 16          | (10-6)      | sezon niedokończony z powodu pandemii COVID-19 |
| 2020/2021 | II liga  | 5.      | 29     | 18          | (9-9)       |                                                |
| 2021/2022 | II liga  | 4.      | 42     | 22          | (13-9)      |                                                |
| 2022/2023 | II liga  | 7.      | 33     | 22          | (11-11)     |                                                |

Poziom rozgrywek:
     najwyższy ogólnokrajowy
     drugi
     trzeci
     czwarty
     piąty

## Kadra w sezonie 2022/2023
Źródło: Volleybox
| Nr | Imię i nazwisko     | Data ur.   | Wzrost | Pozycja      |
| -- | ------------------- | ---------- | ------ | ------------ |
|    | Piotr Borkowski     | 06.09.1988 | 190    | przyjmujący  |
|    | Maciej Byczek       |            | 178    | libero       |
|    | Dawid Czapla        | 2002       | 190    | atakujący    |
|    | Wiktor Grabowski    |            | 196    | przyjmujący  |
|    | Karol Greś          | 13.09.1993 | 194    | przyjmujący  |
|    | Marcel Gromadowski  | 19.12.1985 | 202    | atakujący    |
|    | Tomasz Jajor        | 14.02.1998 | 195    | środkowy     |
|    | Mateusz Kamiński    | 30.09.1992 | 205    | rozgrywający |
|    | Roman Nawrocki      | 04.04.1994 | 195    | atakujący    |
|    | Patryk Pruchniewski | 17.04.1991 | 193    | atakujący    |
|    | Emilian Smętek      | 22.05.2000 | 200    | rozgrywający |
|    | Dorian Stolarczyk   | 2005       | 195    | atakujący    |
|    | Aleksander Strubbe  | 03.11.1992 | 188    | przyjmujący  |
|    | Mikołaj Sulmiński   | 2003       | 199    | środkowy     |
|    | Maciej Szaynowski   | 20.09.1997 | 196    | środkowy     |
|    | Jakub Szczytko      | 09.05.1998 | 194    | przyjmujący  |
|    | Kacper Szydziak     |            | 197    | środkowy     |
|    | Błażej Szymeczko    | 17.07.1990 | 200    | środkowy     |
|    | Tomasz Wierzbicki   |            |        | przyjmujący  |
|    | Jakub Zemanek       | 2001       | 175    | libero       |